# Figure de proue

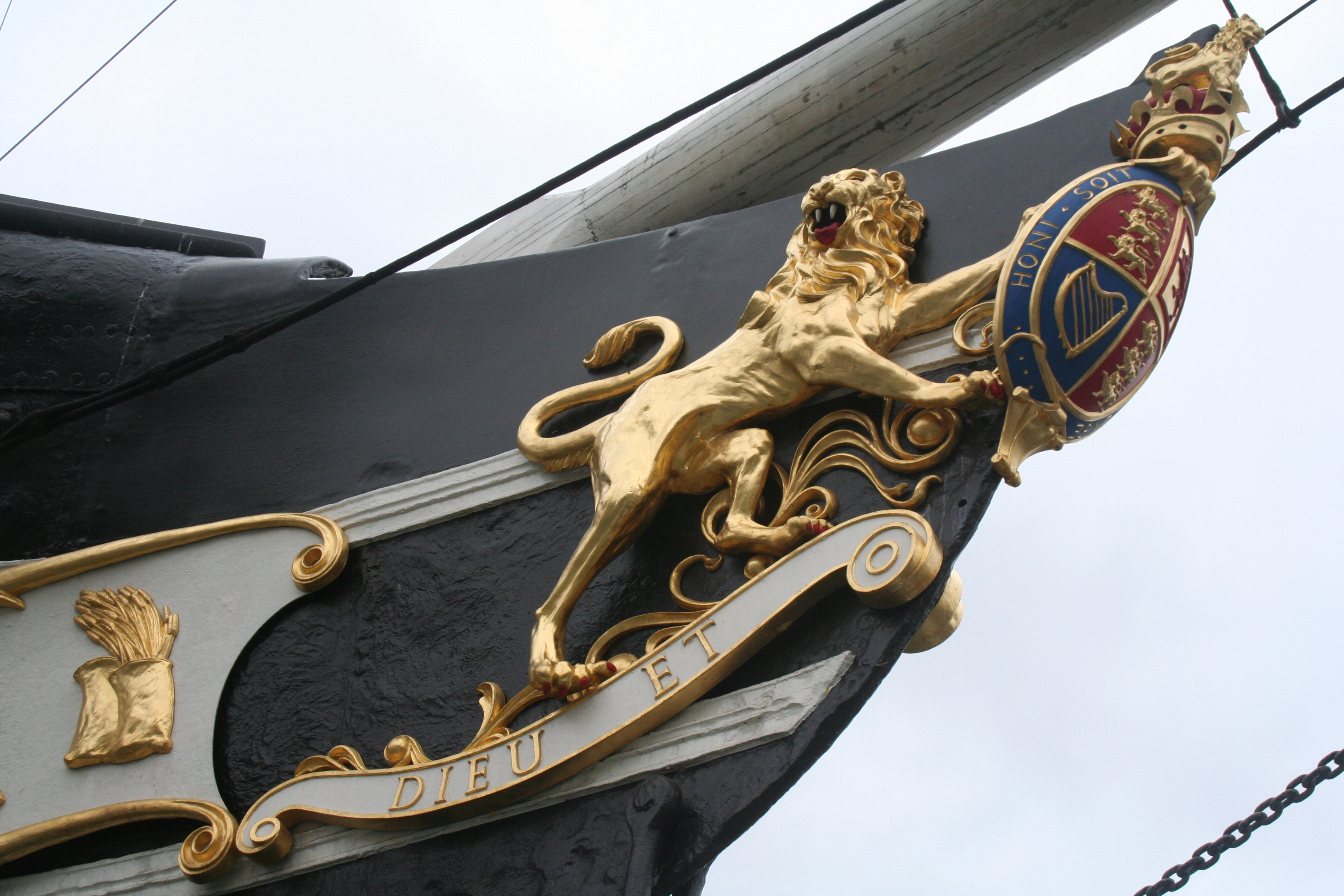
Armoiries servant de figure de proue.

Une figure de proue est une figure qui se trouve à la proue, sous le beaupré d'un navire.

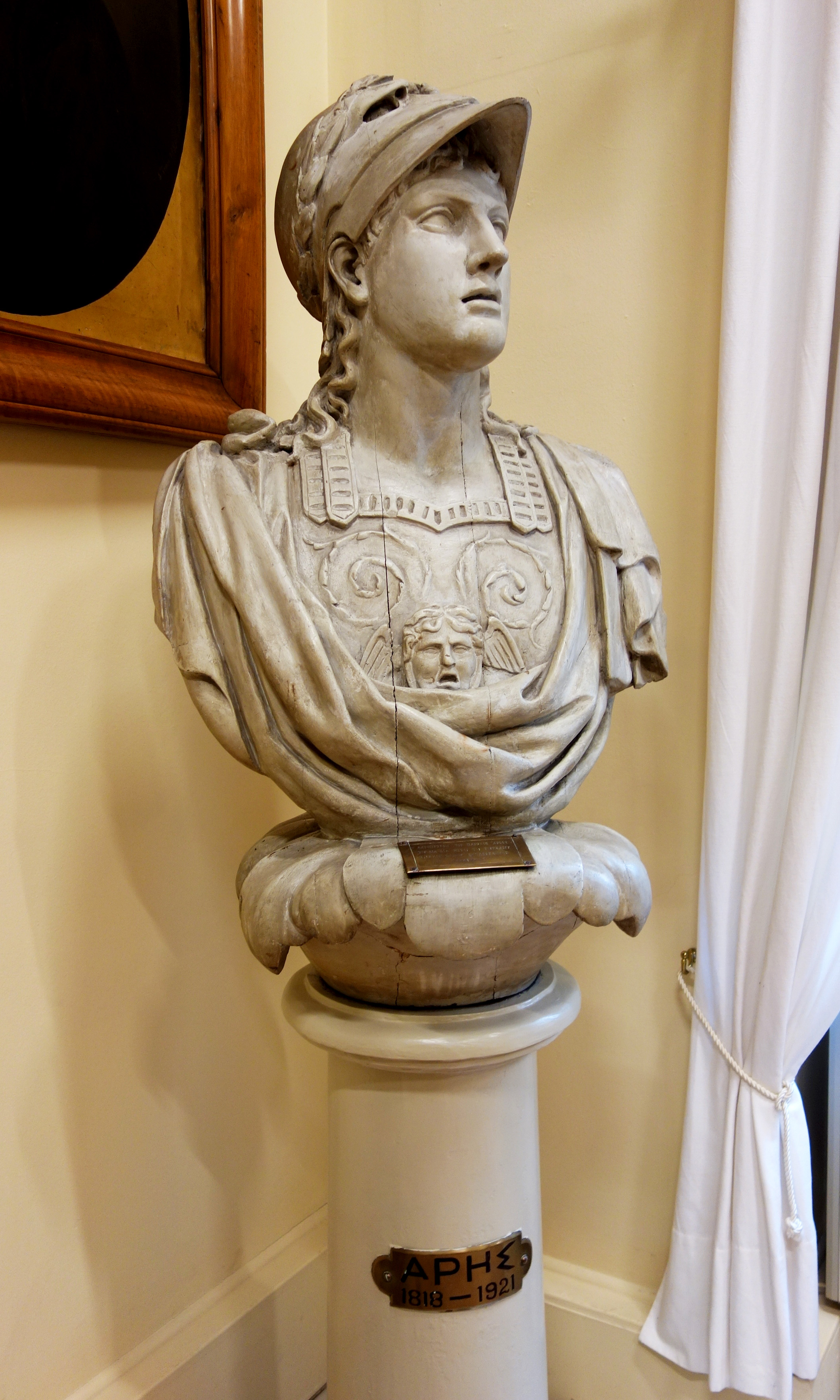
Figure de proue du navire Arès, aujourd'hui au Musée d'histoire nationale d'Athènes.

Cette figure est souvent un être humain ou bien un animal (dans son intégralité ou réduit au buste voire uniquement à la tête) évoquant souvent le nom du navire.
C'est aussi une métaphore pour désigner une personne mise en avant.

## Usage historique

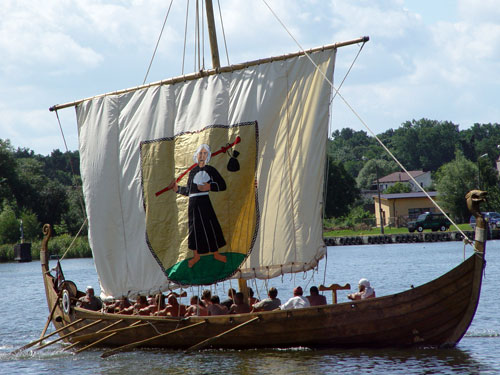
Figure de proue sur un bateau de guerre viking reconstitué.

Dans la légende de la mythologie grecque Jason et les Argonautes, la figure de proue est une statue de Héra qui conseille les aventuriers face à certaines épreuves.
Les ophthalmoi sont des éléments de navires anciens placés en proue et symbolisant des yeux de dieux ou déesses, placés pour porter chance. Sur l'île de Samothrace, les cabires étaient des dieux protecteurs des navigateurs dont l'image était reproduite sur la figure de proue des navires. L'équivalent existait en Phénicie sous le nom de patèques.
Les figures de proue sur les bateaux de guerre vikings sont fixées par un tenon dans une mortaise. Peintes de couleurs vives, « ces figures sont des têtes de dragons ou de monstres fantastiques, gueules grandes ouvertes, des têtes d'oiseaux de proie démesurément grandies : promoteurs peut-être de la guerre psychologique, elles étaient à l'origine conçues par les Vikings pour provoquer la terreur chez les populations côtières ».

## Apogée auXVIIesiècleet décadence ultérieure
À l'époque de Louis XIV, les navires de guerre à trois ponts représentaient le nec plus ultra de la guerre navale, avec leurs innombrables canons aux sabords, mais devaient aussi refléter la magnificence et la puissance royale. C'est donc l'époque où les grands navires comme le Soleil-Royal (détruit lors de la Bataille de la Hougue) portaient de nombreuses décorations sculptées, notamment sur le château arrière, mais aussi, naturellement, des figures de proue splendides, polychromes et parfois dorées à la feuille, dont certaines d'après des dessins de sculpteurs réputés, comme Pierre Puget ou Antoine Coysevox.
On retrouve la même décoration exubérante sur les vaisseaux de la Compagnie des Indes Hollandaise, notamment l'infortuné Batavia, naufragé sur les Abrolhos de Houteman après une mutinerie, ou sur le tout aussi infortuné Vasa, grand navire de guerre suédois qui chavira et coula le jour même de son lancement.
Toutefois ces magnifiques sculptures représentaient aussi une gêne pour la manœuvre, voire un risque au combat, en facilitant l'accrochage des grappins ennemis lors d'un abordage. 
Il existe une lettre de Colbert à son fils et collaborateur, le marquis de Seignelay préconisant des décorations plus sobres, pour les raisons sus-citées (et également pour des motifs de coûts).
Aux XVIIIe et XIXe siècles les ornements et les figures de proue se firent plus modestes, mais persistèrent tant que dura la construction navale en bois, c'est-à-dire jusqu'à l'époque des clippers. 
Ainsi le Cutty Sark, préservé à Greenwich s'orne d'une statue de femme très court (dé)vêtue, en référence à la "petite chemise" (traduction de l'écossais Cutty sark) que porte la séduisante magicienne Nanny Dee qui a ensorcelé le naïf (et quelque peu ivrogne) paysan écossais Tam o' Shanter (d'après un poème comico-épique de Robert Burns).
Avec l'avènement de la construction navale en fer puis en acier et de l'ère de la vapeur, les figures de proue disparurent peu à peu (certains voiliers en fer ou en acier de la compagnie AD Bordes en arboraient encore au début du XXe siècle). 
Une relique émouvante du temps des grandes goélettes de pêche à Terre-Neuve américaines (cousines laborieuses de la légendaire America) fut retrouvée dans les années 70, à Nouadhibou,  (ex Port-Etienne) en Mauritanie, cimetière mondial des grands navires de pêche à bout de souffle. Il s'agit d'une figure de proue représentant un aigle. Un livre a été consacré à l'enquête qui a tenté de retracer la carrière méconnue de ce navire dont c'est le seul vestige.
Un dernier exemple de figure de proue représente en quelque sorte le chant du cygne de cette tradition (cependant pas tout à fait disparue, certains grands  yachts s'ornant encore de figures de proue au gré de la fantaisie du propriétaire), c'est le paquebot transatlantique allemand Imperator, contemporain du Titanic, lancé au début du XXe siècle dans un contexte de lutte commerciale et de rivalité de prestige entre l'Angleterre (alors reine des océans) et l'Allemagne. À défaut de pouvoir ravir le ruban bleu de la vitesse aux paquebots de la Cunard Line (Mauretania et Lusitania) l’Imperator, alors en cours d'achèvement au chantiers navals Vulkan de Hambourg, devait être le plus long navire du monde, mais des "indiscrétions" filtrant dans la presse annoncèrent que le troisième "lévrier des mers" de la Cunard, l’Aquitania pourrait finalement le dépasser d'une poignée de décimètres.
Bien déterminé à battre les Anglais, Albert Ballin, le dirigeant de la HAPAG fit modifier en catastrophe le navire en lui ajoutant une figure de proue quelque peu prétentieuse : un aigle gigantesque aux ailes déployées enserrant un globe terrestre dans ses serres (le tout doré à la feuille) et portant une orgueilleuse devise : "Die Welt ist mein Felt" (Le Monde est mon apanage). Ce rajout qui mesure trois mètres de long permet à l'Imperator de garder son titre de plus long navire du monde... mais deux traversées hivernales auront très vite raison de l'orgueilleux symbole, les paquets de mer de la vague d'étrave labourant l'Atlantique arrachant successivement les deux ailes du volatile doré, qui fut aussi discrètement démonté qu'il avait été ostensiblement installé.

### Autres ornements de proue
Quelques traditions tenaces en matière d'ornement de proue ont également perduré jusqu'à nos jours. L'ophthalmoi (l'œil propitiatoire des navires grecs anciens) se retrouve encore sur certains bateaux de pêche portugais, notamment les barques traditionnelles de Nazaré, préservées comme attractions touristiques. En France, les pointus marseillais, corses et languedociens s'ornent toujours d'un capian ou capestan sur la partie verticale de l'étrave dépassant au-dessus du pavois. Cette pièce de bois sculpté, traditionnellement peinte en rouge, est un symbole phallique vantant la virilité et la chance du patron pêcheur, une tradition d'origine vénitienne qui semble très ancienne.